# Феня Чертков
Феня Чертков де Репетто (ісп. Fenia Chertkoff de Repetto, 7 жовтня 1869, Одеса, Російська імперія — 31 травня 1927, Буенос-Айрес, Аргентина) — феміністка, педагогиня, політична діячка і скульпторка.

## Біографія
Феня Черткова народилась в Одесі, Херсонська губернія Російської імперії (нинішня Україна) в 1869 році. У 1887 році вона отримала педагогічну освіту у школі в її рідному місті; вивчала музику, театр і танці. Через свою політичну залученість, вона була змушена емігрувати разом з родиною. Феня була запрошена до університету в Лозанні, Швейцарія, де вона навчалась на педагогіці між 1897 і 1898 рр. і закінчила навчання у Сорбонні ще за рік. Вона вийшла заміж за соціаліста Габріела Гуковського, з яким мала дочку Вікторію.
В Аргентині вона жила в Санта-Кларі, колонії, створеній євреями Східної Європи. У партії Феня займалася проблемами дитячої освіти, вела заняття і курси на безоплатній основі, боролася за рівноправність жінок. 19 квітня 1902 нею був заснований Жіночий соціалістичний центр (Centro Socialista Femenino). Штаб-квартиру було організовано у Барракасі (район у південно-східній частині Буенос-Айрес), де було сконцентровано фабрики та майтерні. Уже в наступному році центр підготував петицію про обмеження жіночої та дитячої праці на фабриках, яка була розглянута в парламенті. У 1904 р вона організувала вечірні курси для жінок-робітниць, метою яких було «пробудити їх» і підготувати до тієї ролі в суспільстві, яку вони будуть мати в умовах рівноправності.
За своїми поглядами Феня Черткова була соціалісткою. Вона нерозривно пов'язувала класові та гендерні утиски. І стверджувала, що «у сучасній сім'ї чоловік ― буржуа, а жінка ― пролетаріат».
Померла в Буенос-Айресі в 1927 році, у віці 57 років.